# Astrid S (album)
Astrid S – debiutancki minialbum norweskiej piosenkarki Astrid S. Płyta zawiera pięć utworów, w tym single „Paper Thin” i „Hurts So Good”. Został wydany za pośrednictwem wytwórni Universal Music 20 maja 2016 roku. Album był notowany na listach przebojów w Danii i Szwecji.

## Lista utworów
| Nr | Tytuł utworu         | Długość |
| -- | -------------------- | ------- |
| 1. | „Paper Thin”         | 3:28    |
| 2. | „Hurts So Good”      | 3:28    |
| 3. | „Jump”               | 3:13    |
| 4. | „Atic”               | 3:34    |
| 5. | „I Don’t Wanna Know” | 2:56    |
|    |                      | 16:39   |

## Notowania na listach przebojów
| Lista                       | Najwyższa pozycja |
| --------------------------- | ----------------- |
| Dania (Tracklisten)         | 38                |
| Szwecja (Sverigetopplistan) | 40                |